# Júlio Duarte Langa
Júlio Duarte kardinál Langa (* 27. října 1927, Mangunze) je mosambický římskokatolický kněz a emeritní biskup Xai-Xai.

## Život
Před vstupem do Semináe v Magude, navštěvoval místní školu. Pak studoval v Semináři v Namaache. Na kněze byl vysvěcen 9. června 1957. Stal se asistentem kněze Misie v Malaisse. Byl jmenován diecézním konzultorem a členem Rady kněžích. Působil jako generální vikář diecéze João Belo. Vzhledem k jeho hluboké znalosti místního jazyka, dohlížel na překlad textů Druhého vatikánského koncilu.
Dne 31. května 1976 jej papež Pavel VI. jmenoval biskupem diecéze João Belo. Dne 1. října 1976 došlo k přejmenování diecéze na Xai-Xai. Biskupské svěcení přijal 24. října 1976 z rukou arcibiskupa Alexandra José Maria dos Santose a spolusvětiteli byli arcibiskup Francesco Colasuonno a biskup Januário Machaze Nhangumbe.
Dne 24. června 2004 přijal papež Jan Pavel II. jeho rezignaci na post biskupa z důvodu dosažení kanonického věku 75 let.
Dne 14. února 2015 jej papež František na konzistoři jmenoval kardinálem s titulem kardinál-kněz ze San Gabriele dell'Addolorata.